# 社会所有制
社会所有制是一种财产形式，其资产被视为由整个社会共同占有，而非社会内部的个人或群体所私有。生产资料的社会所有制是社会主义经济的根本特征，并可采取多种形式，如社区所有制、国家所有制、共有制、员工持股制、合作社所有制，以及公民股权所有制等。在社会主义经济学的语境中，社会所有制特别指的是：生产资料所创造的剩余产品（或由此产生的财富）归全社会或归工人集体所有与分配。传统上，社会所有制意味着资本市场和要素市场将不再存在，基于这样的设想：如果资本品由代表社会的单一实体或实体网络统一拥有与整合，那么生产过程中的市场交换也将变得多余。然而，随着市场社会主义模型的提出，其中利用要素市场在社会所有企业之间配置资本品，这种发展拓宽了社会所有制的定义，使之包括市场经济中的自主实体。
社会所有制的两种主要形式是：全民公共所有制和合作社所有制。两者的区别在于剩余产品的分配方式：在全民公共所有制下，剩余通过“社会红利”分配给所有公民；而在合作社所有制下，一个企业的经济剩余由该企业的所有工人成员共同控制与使用。
社会所有制的目标在于消除私有者阶级（被动地获取财产收入）和劳动者阶级（依赖工资、薪水、佣金等劳动收入）之间的分化，从而使剩余产品（在市场社会主义中即经济利润）归属于整个社会，或归属于特定企业的全体成员。社会所有制还能使劳动自动化带来的生产率提升用于逐步减少平均劳动时间，而不是造成就业不稳定与失业。这种“减少必要劳动时间”的理念，是马克思主义关于人类自由与克服异化的核心思想，得到了马克思主义者与非马克思主义社会主义者的广泛认同。
“社会化”作为一种过程，是指在社会主义基础上对经济框架、组织结构和制度体系的重组。社会化的完整含义以及社会所有制中的公共所有制形式，意味着资本主义运行机制的终结，包括资本积累规律、货币和金融价值在生产过程中的作用被取消，同时也意味着工作场所层级组织结构的重建与转型。